# L'Odyssée du capitaine Steve
Pour plus de détails, voir Fiche technique et Distribution.
L'Odyssée du capitaine Steve est un film franco-australien réalisé par Marcel Pagliero et Lee Robinson, sorti en 1956.

## Fiche technique
- Titre original : Walk Into Paradise
- Titre français : L'Odyssée du capitaine Steve
- Autre titre : La Vallée du paradis
- Réalisation : Marcel Pagliero et Lee Robinson
- Scénario : Lee Robinson
- Dialogues : Maurice Griffe
- Photographie : Karl Kayser
- Son : D. J. Connely
- Musique : Georges Auric
- Montage : Monique Kirsanoff
- Producteurs : Marcel Pagliero, Lee Robinson et Chips Rafferty
- Sociétés de production :  Southern International Film (Sydney) -  Discifilm (Paris)
- Pays de production :   Australie -  France
- Langue : anglais
- Format : Couleur - 35 mm - 1,37:1
- Genre : Aventure
- Durée : 93 minutes
- Date de sortie : 
  - France : 27 juillet 1956
- Affiche : Jean Mascii (France)

## Distribution
- Pierre Cressoy : Jeff Clayton
- Françoise Christophe : Louise Dumarcet
- Chips Rafferty  : Steve McAllister
- Reg Lee : Ned Kelley
- Tribus des Vallées du Waghy et du Haut Sepik	(Nouvelle-Guinée)

## Distinctions
Le film a été présenté en sélection officielle en compétition au Festival de Cannes 1956.